# Jaguar Racing
Pour les articles homonymes, voir Jaguar (homonymie).
Jaguar Racing est une écurie britannique de course automobile appartenant à Jaguar Land Rover. Fondée sur les bases de l'ancienne équipe Stewart Grand Prix engagée en championnat du monde de 1997 à 1999, l'écurie a participé au championnat du monde de Formule 1 de 2000 à 2004. En cinq saisons et 85 Grands Prix, Jaguar Racing a inscrit un total de 49 points, obtenu deux podiums (grâce à deux troisième places d'Eddie Irvine à Monaco en 2001 et à Monza en 2002) et pris la tête d'une course à deux reprises. Le meilleur classement de Jaguar Racing est une septième place du championnat du monde des constructeurs en 2002, 2003 et 2004.
Depuis 2016, l'écurie participe au Championnat de Formule E FIA. Elle est actuellement engagée en Formule E sous le nom de Jaguar TCS Racing grâce au partenariat avec Tata Consultancy Services.

## Historique

### Les débuts en Formule 1 en 2000

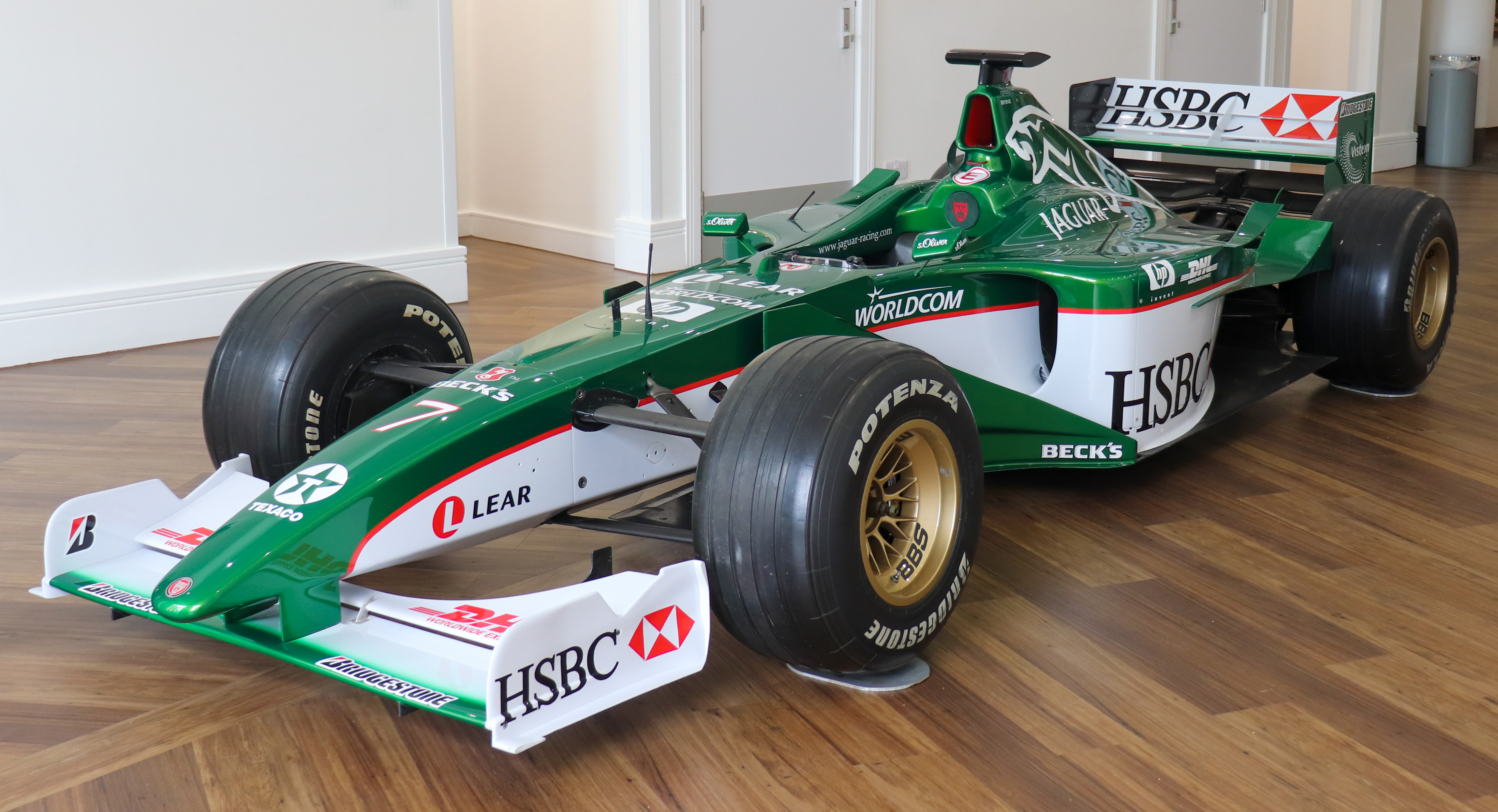
La Jaguar R1 de la saison 2000

En 2000, la stratégie sportive de Ford se met en place : Ford en rallye, Aston Martin aux 24 heures du Mans pour 2001 ou 2002, et Jaguar en Formule 1. Après s'être de plus en plus impliqué au sein de l'écurie Stewart Grand Prix (rachat de Cosworth, conception de la boîte de vitesses en magnésium), Ford rachète intégralement l'écurie Stewart pour 160 millions de dollars en septembre 1999 et rebaptise l'équipe qui devient Jaguar Racing (marque sportive du groupe) pour la saison 2000.
Paul Stewart (directeur de l'écurie), Gary Anderson (directeur technique) et Neil Ressler (PDG de Cosworth) restent aux commandes et si Rubens Barrichello est parti chez Ferrari où il a échangé son baquet avec le vice-champion du monde Eddie Irvine, Johnny Herbert, qui a obtenu l'unique victoire d'une Stewart en Grand Prix, est reconduit au volant de la seconde monoplace,. Les monoplaces abandonnent leur livrée blanche pour le vert British Racing Green. La masse salariale s'est aussi considérablement accrue puisque l'écurie compte 275 employés. La monoplace R1 est motorisée par un V10 Cosworth CR2, compact, à 72°, de moins de 100 kg et dont le centre de gravité est très bas. La boîte de vitesses en magnésium testée la saison précédente est reconduite (longitudinale à 6 rapports).
Fin 1999 lors d'essais sur le circuit de Jerez Irvine teste la Stewart SF-3 et la considère dans certains domaines comme meilleure que la Ferrari. Paul Stewart déclare à la mi-janvier que l'équipe vise le podium au classement des constructeurs dès 2000 et, le 21 janvier, Johnny Herbert réalise le meilleur temps lors d'une séance d'essais sur le circuit de Barcelone ainsi que lors de la dernière séance d'essais d'avant saison à Jerez,,.
Cet enthousiasme ne dure que pendant l'intersaison car au Grand Prix d'Australie, malgré la septième place sur la grille de départ d'Irvine les deux voitures abandonnent rapidement, Herbert qui a connu des problèmes techniques durant le weekend abandonnant dès le second tour en raison de problèmes d'embrayage,.
En avril, atteint d'un cancer du côlon, Paul Stewart quitte son poste et est remplacé par Neil Ressler à partir du mois de mai,. Irvine inscrit les premiers points de Jaguar au Grand Prix de Monaco en finissant quatrième. En Autriche Irvine, malade, est remplacé au pied levé par Luciano Burti. Lors du dernier Grand Prix de la saison en Malaisie, Irvine ajoute un point . L'équipe se classe neuvième avec quatre points, loin de la troisième place visée en début de saison.

### Une saison de transition en 2001

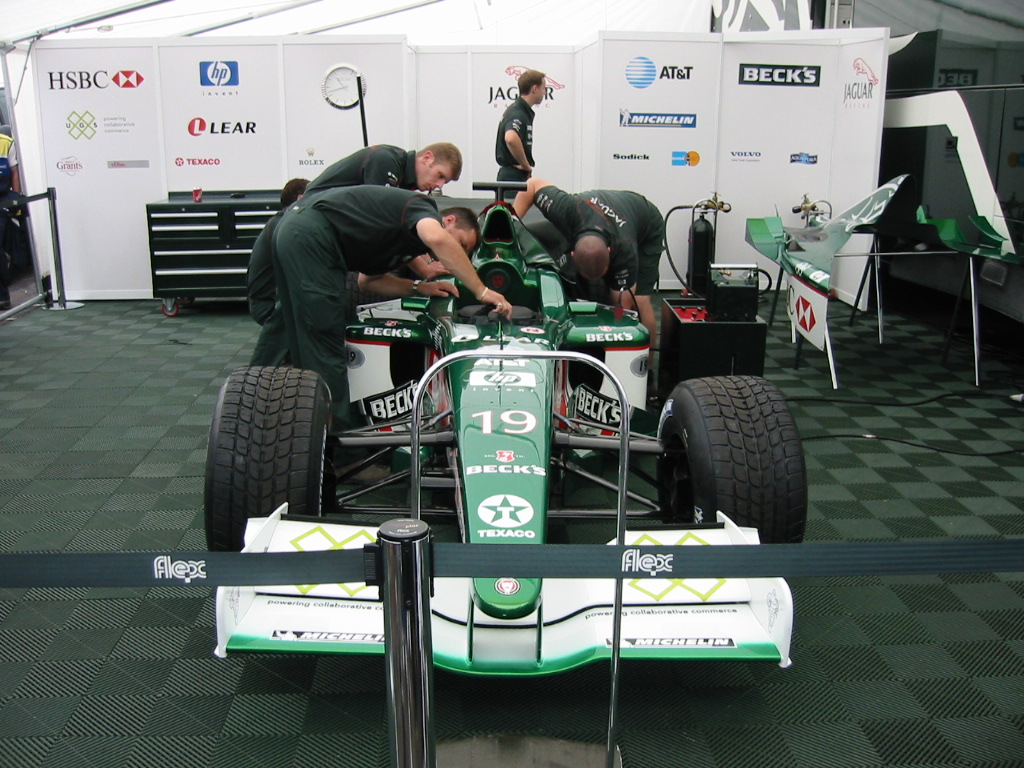
La Jaguar R2 pilotée par Luciano Burti en 2001

2001 est annoncée comme une année de transition, Jaguar devant repartir sur de nouvelles bases. Le personnel est porté à 335 personnes, le moteur CR3 est une simple évolution du moteur de la saison passée (97 kg et aucune casse moteur en 2000) et Michelin devient le fournisseur de pneus. Par contre la boîte de vitesses, talon d'Achille de la monoplace, est profondément remaniée.
La R2 est confiée à Irvine et Luciano Burti qui a remplacé Herbert et Tomas Scheckter, fils de Jody Scheckter champion du monde en 1979, est nommé pilote d'essais,. Bobby Rahal, un ancien pilote de Cart (24 victoires, dont les 500 miles d'Indianapolis, trois titres de champion) qui a monté sa propre écurie de course en 1992 prend la direction de l'équipe. Gary Anderson est remplacé par Steve Nichols (ex-McLaren, Ferrari, Sauber, Jordan), secondé par John Russel, qui a contribué à la conception de la R1.
En Australie Irvine se qualifie en douzième position et Burti est avant-dernier sur la grille de départ. En course, le Brésilien prend l’ascendant sur son équipier en finissant huitième alors que l'Irlandais termine onzième. Après le Grand Prix de Saint-Marin, Burti, dont les prestations en course sont pourtant meilleures que celles de son équipier (dixième en Malaisie, abandon sur casse moteur au Brésil et onzième à Imola) n'entre pas dans les plans de l'équipe pour la saison 2002 et sera remplacé par Pedro de la Rosa. Le Brésilien quitte alors l'équipe pour Prost Grand Prix où il remplace Gastón Mazzacane, limogé pour manque de performance, dès le Grand Prix d'Espagne,.
Entre le Grand Prix d'Espagne et le Grand Prix d'Autriche Bobby Rahal limoge Tomas Scheckter après que ce dernier a été arrêté par la police anglaise alors qu'il abordait une prostituée. À Monaco Eddie Irvine marque les premiers points en finissant troisième grâce aux problèmes au départ de David Coulthard et aux abandons de Juan Pablo Montoya, Mika Häkkinen et Ralf Schumacher.
Lors du weekend du Grand Prix du Canada, Jaguar annonce avoir recruté Adrian Newey, le directeur technique de McLaren, pour la saison prochaine. Alors que Ron Dennis est allé devant les tribunaux pour conserver son ingénieur, le dossier se règle à l'amiable quelques jours plus tard en faveur de McLaren qui conserve Newey. Durant ce Grand Prix de la Rosa marque ses premiers points de la saison en terminant la course à la sixième place.
Fin août, Rahal est limogé et Niki Lauda, qui est depuis début 2001 le président de Premier Automotive Group, la filiale de Ford qui gère Aston Martin, Jaguar et Cosworth, le remplace. À Monza, de la Rosa marque deux points en terminant la course à la cinquième place et au Grand Prix suivant à Indianapolis, Irvine termine à la même place.
Avec 18 abandons et 9 points inscrits, Jaguar prend la 8e place du championnat des constructeurs.

### Un objectif de stabilisation en 2002

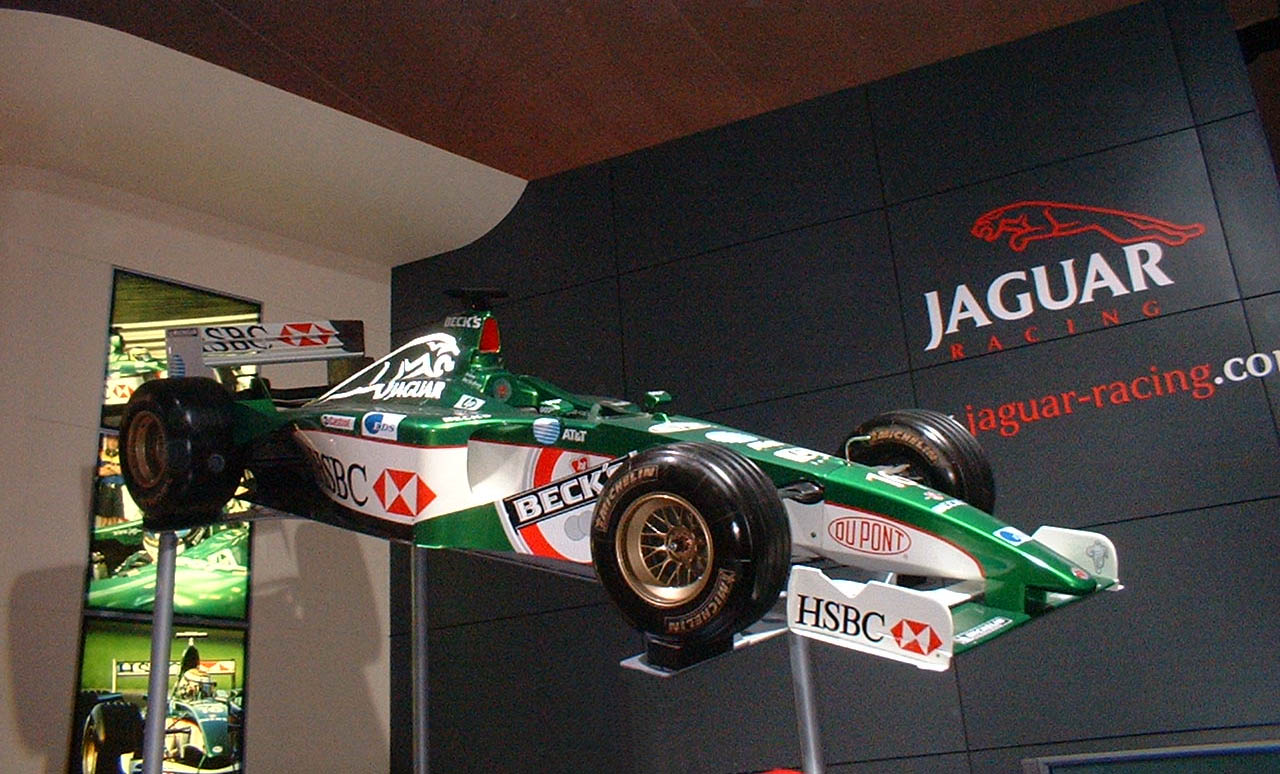
La Jaguar R3 de la saison 2002

En 2002, l'objectif de Lauda est simplement de stabiliser une équipe qui n'arrive pas à concrétiser les espoirs placés en elle. Irvine est reconduit, comme de la Rosa, au volant de la nouvelle R3 qui s'avère totalement ratée et souffre d'un manque de rigidité qui la rend inconduisible ainsi que d'un problème d'aérodynamique notamment sur l'avant,. Steve Nichols est alors limogé et remplacé au poste de directeur technique par Günther Steiner, un ingénieur issu du rallye,. Les pertes de Ford, près de 5 milliards de dollars, au dernier trimestre 2001 laissent planer le doute sur l'avenir de l'écurie au point que les dirigeants doivent déclarer que Jaguar poursuivra son implication en Formule 1.
En Australie Eddie Irvine évite le carambolage du premier tour et termine la course à la quatrième place. À partir du Grand Prix de Grande-Bretagne la R3 bénéficie d'améliorations aérodynamiques qui améliorent un peu ses performances. À Spa Irvine se qualifie en huitième position et termine la course sixième. Au Grand Prix suivant, à Monza, le pilote nord-irlandais qualifie sa voiture en cinquième position et termine la course sur le podium grâce à l'abandon de Ralf Schumacher et l'accident de Juan Pablo Montoya.
Jaguar inscrit 8 points au championnat, ce qui conduit à une nouvelle restructuration de l'équipe : Lauda, Steiner et 35 employés sont licenciés.

### Saison 2003

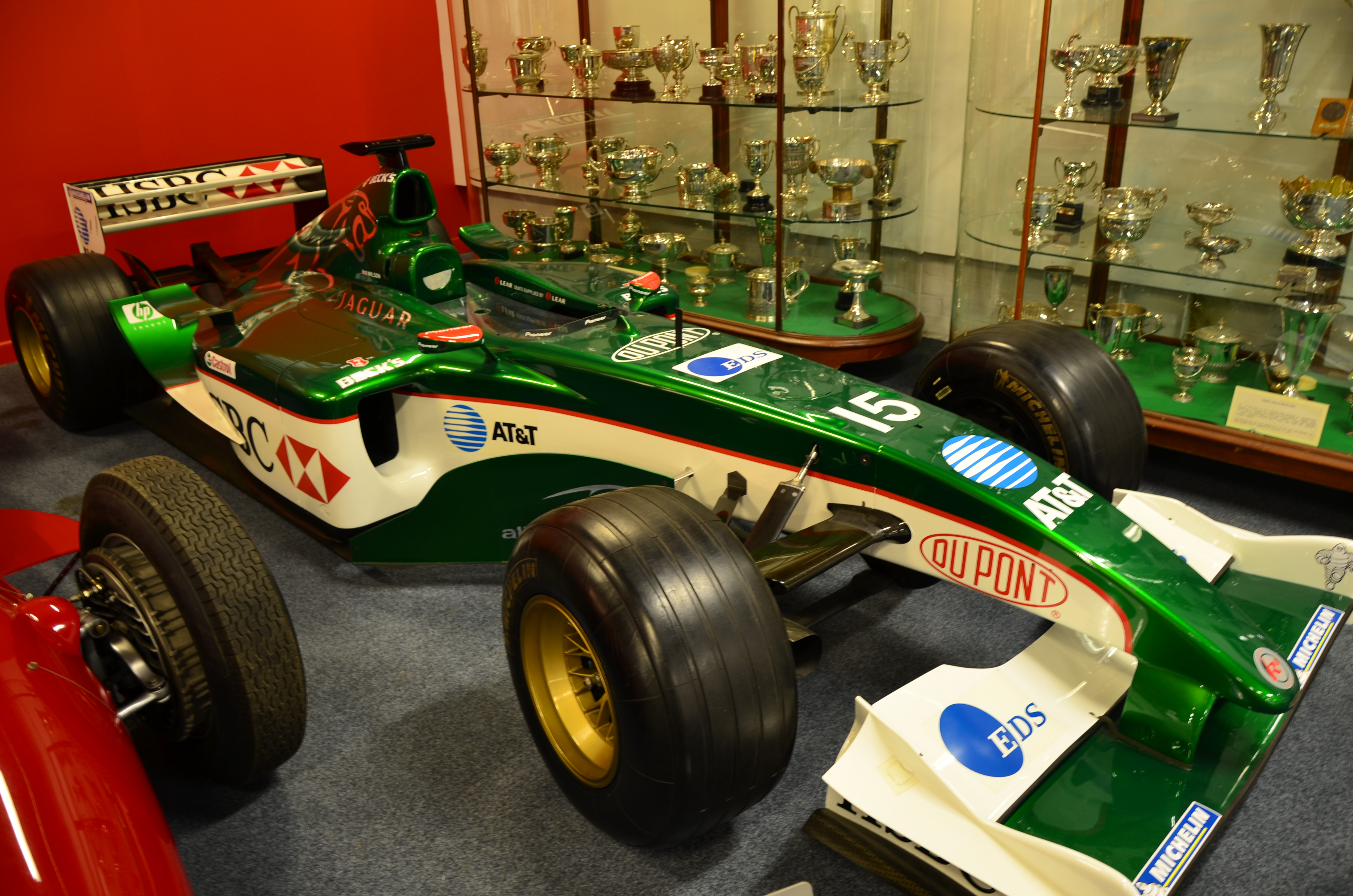
La Jaguar R4 de la saison 2003

En 2003, Richard Parry-Jones, le vice-président de Ford, nomme David Pitchforth comme directeur technique. Mark Webber et Antônio Pizzonia, qui n'ont encore rien prouvé en Formule 1, sont les nouveaux pilotes de la R4,. Ce recrutement de pilotes inexpérimentés par une équipe de la puissance financière de Ford tend à démontrer que les dirigeants doutent de leurs capacités à réussir en Grand Prix. De plus en février 2003 Jaguar Racing signe l'accord sur la réduction des essais privés qui donne aux signataires de cet accord (Renault F1 Team, Jordan Grand Prix, Toyota F1 Team et Scuderia Minardi) deux heures d'essais libre en plus chaque vendredi de Grand Prix.
Mark Webber démontre que la Jaguar R4 est capable de jouer les troubles fête en qualification après sa troisième place qualificative au Brésil ; lors de la course, sous la pluie, il perd le contrôle de sa monoplace alors qu'il est neuvième. À Barcelone Webber inscrit les premiers points de la saison en terminant la course septième. Lors du Grand Prix d'Autriche, Webber, parti de la 17e position sur la grille de départ, remonte à la 7e place et marque deux nouveaux points. L'Australien entrera sept fois dans les points sur l'ensemble de la saison, avec trois 6e places comme meilleur résultat.
Antônio Pizzonia se révèle être bien plus en difficulté. Loin du rythme de Webber, il ne marque aucun point et n'obtient que la dixième place comme meilleur résultat. Limogé après onze Grands Prix, il est remplacé par le Britannique Justin Wilson, transféré de Minardi, qui inscrit un point en cinq Grands Prix.
Mark Webber termine le championnat à la neuvième place avec 17 points, Justin Wilson est dix-neuvième avec un point et Antônio Pizzonia est vingt-et-unième. Jaguar prend la septième place chez les constructeurs avec 18 points, soit le meilleur score de l'équipe.

### Dernière saison en 2004 puis rachat par Red Bull Racing

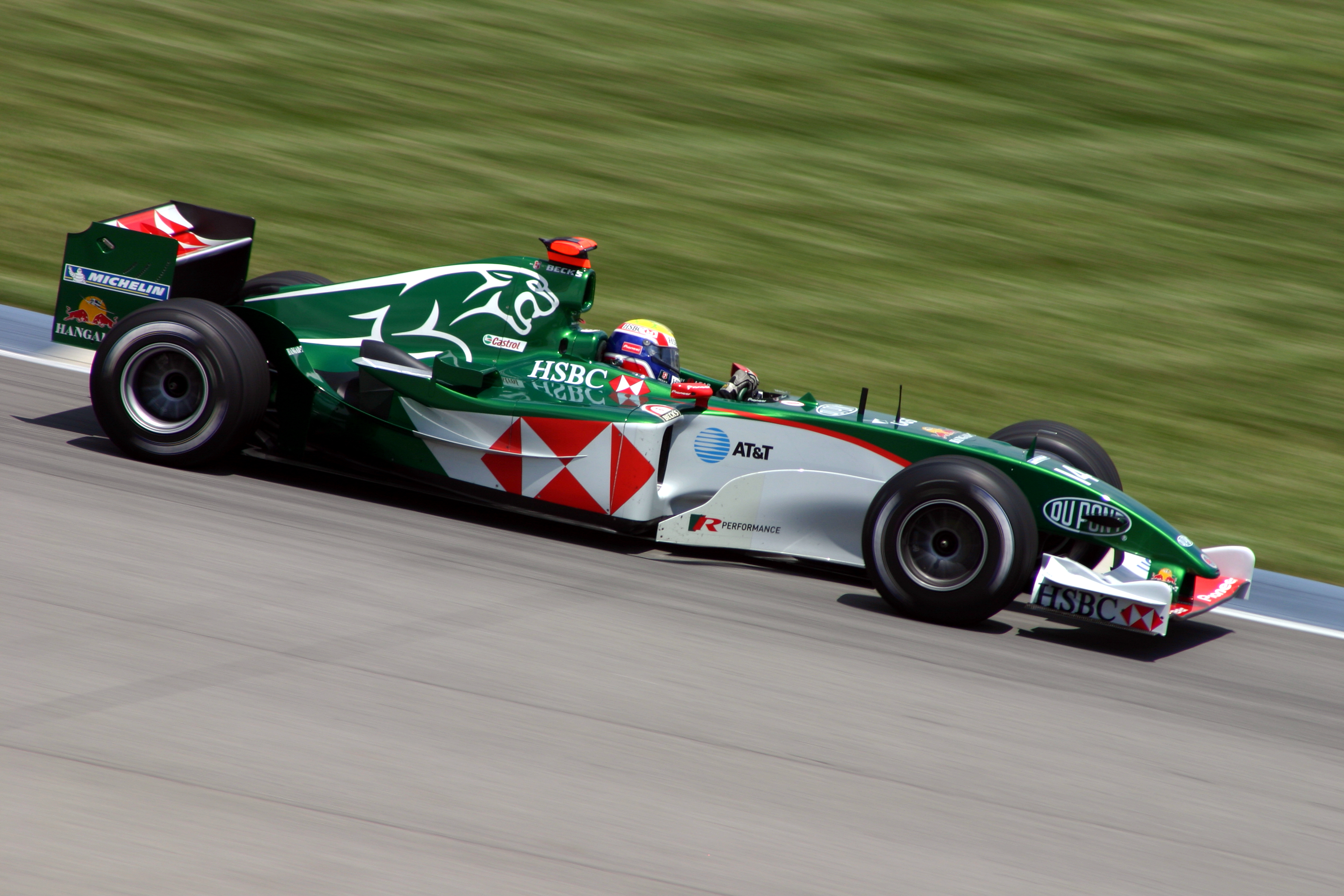
Mark Webber au Grand Prix des États-Unis en 2004

En 2004, David Pitchford devient directeur général et est secondé par Ian Pocock. La R5, motorisée par un Cosworth CR6, est confiée à Webber et Christian Klien, nouvellement promu en Formule 1. La R5 est une évolution minime de sa devancière, l'effectif de l'écurie a encore été légèrement réduit et il n'y a pas de pilote-essayeur. Après un championnat des constructeurs terminé une nouvelle fois à la septième place, avec 10 points (7 pour Webber et 3 pour Klien), Jaguar Racing quitte la Formule 1.
Le 15 novembre 2004, Red Bull rachète l'équipe pour 100 millions de dollars et l'engage, en 2005, sous le nom Red Bull Racing.

### Retour à la compétition en 2016 en Formule E

Logo de l'écurie en Formule E.

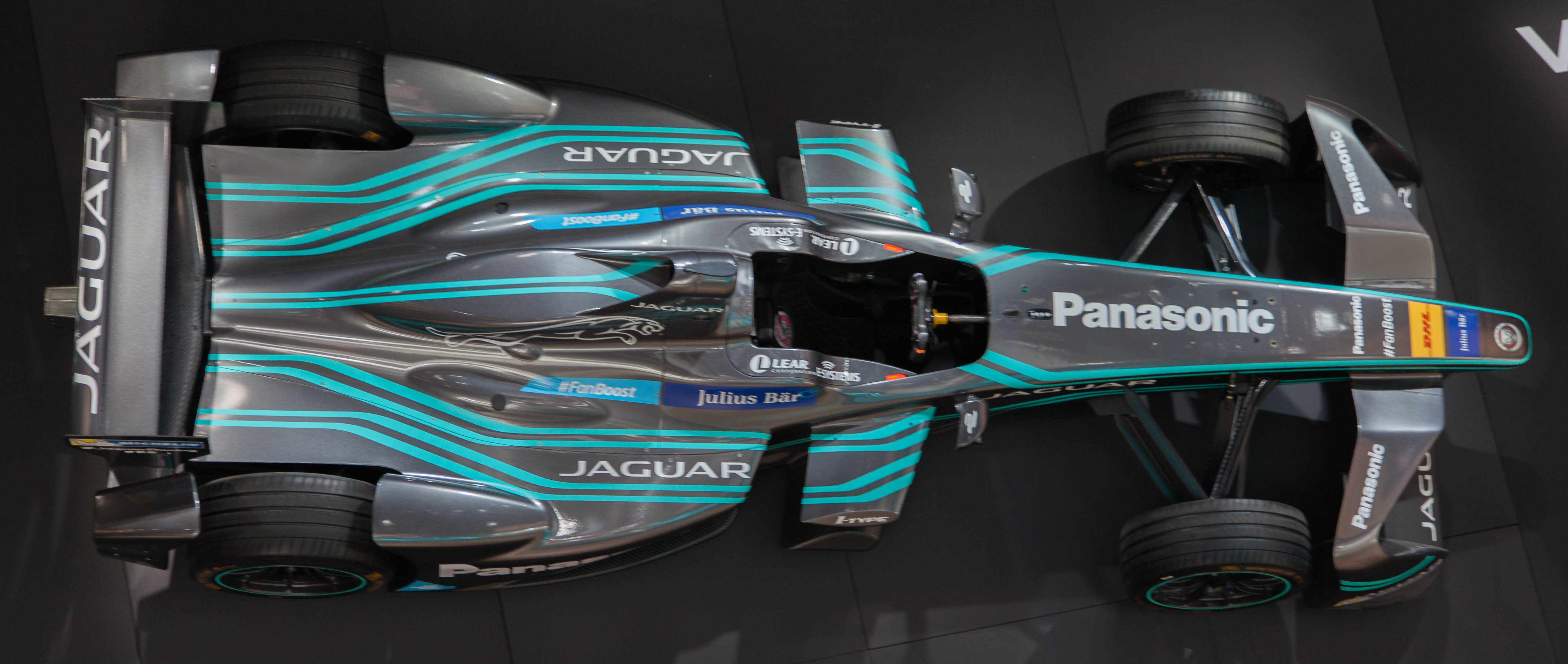
Jaguar Formule E Type-3

Le 15 décembre 2015, Jaguar annonce sa participation au Championnat de Formule E FIA 2016-2017.
L'écurie présente sa Jaguar I-Type 1 le 8 septembre 2016 et confirme Mitch Evans et Adam Carroll comme pilotes. Ho-Pin Tung est nomme pilote de réserve. Lors de la première course à Hong Kong, Carroll termine douzième tandis qu'Evans abandonne. Jaguar termine la saison à la dixième et dernière place du championnat constructeurs avec 27 points et une quatrième place en course (Evans au Mexique) comme meilleur résultat.

## Résultats en championnat du monde de Formule 1
| Saison | Écurie        | Châssis   | Moteur            | Pneus       | Pilotes                                     | Grands Prix disputés | Points inscrits | Classement |
| ------ | ------------- | --------- | ----------------- | ----------- | ------------------------------------------- | -------------------- | --------------- | ---------- |
| 2000   | Jaguar Racing | Jaguar R1 | Ford-Cosworth V10 | Bridgestone | Eddie Irvine Johnny Herbert Luciano Burti   | 17                   | 4               | 9e         |
| 2001   | Jaguar Racing | Jaguar R2 | Ford-Cosworth V10 | Michelin    | Eddie Irvine Luciano Burti Pedro de la Rosa | 17                   | 9               | 8e         |
| 2002   | Jaguar Racing | Jaguar R3 | Ford-Cosworth V10 | Michelin    | Eddie Irvine Pedro de la Rosa               | 17                   | 8               | 7e         |
| 2003   | Jaguar Racing | Jaguar R4 | Ford-Cosworth V10 | Michelin    | Mark Webber Antônio Pizzonia Justin Wilson  | 16                   | 18              | 7e         |
| 2004   | Jaguar Racing | Jaguar R5 | Ford-Cosworth V10 | Michelin    | Mark Webber Christian Klien                 | 18                   | 10              | 7e         |

| Saison        | Écurie        | Châssis   | Moteur                                        | Pneumatiques | Pilotes          | Courses | Courses | Courses | Courses | Courses | Courses | Courses | Courses | Courses | Courses | Courses | Courses | Courses | Courses | Courses | Courses | Courses | Courses | Points inscrits | Classement |
| Saison        | Écurie        | Châssis   | Moteur                                        | Pneumatiques | Pilotes          | 1       | 2       | 3       | 4       | 5       | 6       | 7       | 8       | 9       | 10      | 11      | 12      | 13      | 14      | 15      | 16      | 17      | 18      | Points inscrits | Classement |
| ------------- | ------------- | --------- | --------------------------------------------- | ------------ | ---------------- | ------- | ------- | ------- | ------- | ------- | ------- | ------- | ------- | ------- | ------- | ------- | ------- | ------- | ------- | ------- | ------- | ------- | ------- | --------------- | ---------- |
| 2000          | Jaguar Racing | Jaguar R1 | Ford-Cosworth CR-2 V10                        | Bridgestone  |                  | AUS     | BRÉ     | SMR     | GBR     | ESP     | EUR     | MON     | CAN     | FRA     | AUT     | ALL     | HON     | BEL     | ITA     | USA     | JAP     | MAL     |         | 4               | 9e         |
| 2000          | Jaguar Racing | Jaguar R1 | Ford-Cosworth CR-2 V10                        | Bridgestone  | Eddie Irvine     | Abd     | Abd     | 7e      | 13e     | 11e     | Abd     | 4e      | 13e     | 13e     |         | 10e     | 8e      | 10e     | Abd     | 7e      | 8e      | 6e      |         | 4               | 9e         |
| 2000          | Jaguar Racing | Jaguar R1 | Ford-Cosworth CR-2 V10                        | Bridgestone  | Luciano Burti    |         |         |         |         |         |         |         |         |         | 11e     |         |         |         |         |         |         |         |         | 4               | 9e         |
| 2000          | Jaguar Racing | Jaguar R1 | Ford-Cosworth CR-2 V10                        | Bridgestone  | Johnny Herbert   | Abd     | Abd     | 10e     | 12e     | 13e     | 11e     | 9e      | Abd     | Abd     | 7e      | Abd     | Abd     | 8e      | Abd     | 11e     | 7e      | Abd     |         | 4               | 9e         |
| 2001          | Jaguar Racing | Jaguar R2 | Ford-Cosworth CR-3 V10                        | Michelin     |                  | AUS     | MAL     | BRÉ     | SMR     | ESP     | AUT     | MON     | CAN     | EUR     | GBR     | FRA     | ALL     | HON     | BEL     | ITA     | USA     | JAP     |         | 9               | 8e         |
| 2001          | Jaguar Racing | Jaguar R2 | Ford-Cosworth CR-3 V10                        | Michelin     | Eddie Irvine     | 11e     | Abd     | Abd     | Abd     | Abd     | 7e      | 3e      | Abd     | 7e      | Abd     | 9e      | Abd     | Abd     | Abd     | Abd     | 5e      | Abd     |         | 9               | 8e         |
| 2001          | Jaguar Racing | Jaguar R2 | Ford-Cosworth CR-3 V10                        | Michelin     | Luciano Burti    | 8e      | 10e     | Abd     | 11e     |         |         |         |         |         |         |         |         |         |         |         |         |         |         | 9               | 8e         |
| 2001          | Jaguar Racing | Jaguar R2 | Ford-Cosworth CR-3 V10                        | Michelin     | Pedro de la Rosa |         |         |         |         | Abd     | Abd     | Abd     | 6e      | 8e      | 14e     | 12e     | Abd     | 11e     | Abd     | 5e      | 12e     | Abd     |         | 9               | 8e         |
| 2002          | Jaguar Racing | Jaguar R3 | Ford-Cosworth CR-3 V10 Ford-Cosworth CR-4 V10 | Michelin     |                  | AUS     | MAL     | BRÉ     | SMR     | ESP     | AUT     | MON     | CAN     | EUR     | GBR     | FRA     | ALL     | HON     | BEL     | ITA     | USA     | JAP     |         | 8               | 7e         |
| 2002          | Jaguar Racing | Jaguar R3 | Ford-Cosworth CR-3 V10 Ford-Cosworth CR-4 V10 | Michelin     | Eddie Irvine     | 4e      | Abd     | 7e      | Abd     | Abd     | Abd     | 9e      | Abd     | Abd     | Abd     | Abd     | Abd     | Abd     | 6e      | 3e      | 10e     | 9e      |         | 8               | 7e         |
| 2002          | Jaguar Racing | Jaguar R3 | Ford-Cosworth CR-3 V10 Ford-Cosworth CR-4 V10 | Michelin     | Pedro de la Rosa | 8e      | 10e     | 8e      | Abd     | Abd     | Abd     | 10e     | Abd     | 11e     | 11e     | 9e      | Abd     | 13e     | Abd     | Abd     | Abd     | Abd     |         | 8               | 7e         |
| 2003          | Jaguar Racing | Jaguar R4 | Ford-Cosworth CR-5 V10                        | Michelin     |                  | AUS     | MAL     | BRÉ     | SMR     | ESP     | AUT     | MON     | CAN     | EUR     | FRA     | GBR     | ALL     | HON     | ITA     | USA     | JAP     |         |         | 18              | 7e         |
| 2003          | Jaguar Racing | Jaguar R4 | Ford-Cosworth CR-5 V10                        | Michelin     | Mark Webber      | Abd     | Abd     | 9e      | Abd     | 7e      | 7e      | Abd     | 7e      | 6e      | 6e      | 14e     | 11e     | 6e      | 7e      | Abd     | 11e     |         |         | 18              | 7e         |
| 2003          | Jaguar Racing | Jaguar R4 | Ford-Cosworth CR-5 V10                        | Michelin     | Antônio Pizzonia | 13e     | Abd     | Abd     | 14e     | Abd     | 9e      | Abd     | 10e     | 10e     | 10e     | Abd     |         |         |         |         |         |         |         | 18              | 7e         |
| 2003          | Jaguar Racing | Jaguar R4 | Ford-Cosworth CR-5 V10                        | Michelin     | Justin Wilson    |         |         |         |         |         |         |         |         |         |         |         | Abd     | Abd     | Abd     | 8e      | 13e     |         |         | 18              | 7e         |
| 2004          | Jaguar Racing | Jaguar R5 | Ford-Cosworth CR-6 V10                        | Michelin     |                  | AUS     | MAL     | BAH     | SMR     | ESP     | MON     | EUR     | CAN     | USA     | FRA     | GBR     | ALL     | HON     | BEL     | ITA     | CHI     | JAP     | BRÉ     | 10              | 7e         |
| 2004          | Jaguar Racing | Jaguar R5 | Ford-Cosworth CR-6 V10                        | Michelin     | Mark Webber      | Abd     | Abd     | 8e      | 13e     | 12e     | Abd     | 7e      | Abd     | Abd     | 9e      | 8e      | 6e      | 10e     | Abd     | 9e      | 10e     | Abd     | Abd     | 10              | 7e         |
| 2004          | Jaguar Racing | Jaguar R5 | Ford-Cosworth CR-6 V10                        | Michelin     | Christian Klien  | 11e     | 10e     | 14e     | 14e     | Abd     | Abd     | 12e     | 9e      | Abd     | 11e     | 14e     | 10e     | 13e     | 6e      | 13e     | Abd     | 12e     | 14e     | 10              | 7e         |
| Légende : ici |               |           |                                               |              |                  |         |         |         |         |         |         |         |         |         |         |         |         |         |         |         |         |         |         |                 |            |

## Palmarès des pilotes de Jaguar Racing en Formule 1
| Pilotes          | Grand Prix disputés | Victoires | Podiums | Points inscrits | Pole positions | Meilleur tour en course |
| ---------------- | ------------------- | --------- | ------- | --------------- | -------------- | ----------------------- |
| Eddie Irvine     | 50                  | 0         | 2       | 18              | 0              | 0                       |
| Johnny Herbert   | 17                  | 0         | 0       | 0               | 0              | 0                       |
| Luciano Burti    | 5                   | 0         | 0       | 0               | 0              | 0                       |
| Pedro de la Rosa | 30                  | 0         | 0       | 3               | 0              | 0                       |
| Mark Webber      | 34                  | 0         | 0       | 24              | 0              | 0                       |
| Antônio Pizzonia | 11                  | 0         | 0       | 0               | 0              | 0                       |
| Justin Wilson    | 5                   | 0         | 0       | 1               | 0              | 0                       |
| Christian Klien  | 18                  | 0         | 0       | 3               | 0              | 0                       |

## Résultats en championnat du monde de Formule E FIA
| Saison    | Ecurie                  | Pilotes                               | Nombre de e-prix | Victoires | Podiums | Points | Classement |
| --------- | ----------------------- | ------------------------------------- | ---------------- | --------- | ------- | ------ | ---------- |
| 2016-2017 | Panasonic Jaguar Racing | Mitch Evans Adam Carroll              | 12               | 0         | 0       | 27     | 10e        |
| 2017-2018 | Panasonic Jaguar Racing | Mitch Evans Nelsinho Piquet           | 12               | 0         | 1       | 119    | 6e         |
| 2018-2019 | Panasonic Jaguar Racing | Mitch Evans Nelsinho Piquet Alex Lynn | 13               | 1         | 3       | 116    | 7e         |
| 2019-2020 | Panasonic Jaguar Racing | Mitch Evans James Calado              | 11               | 1         | 2       | 81     | 7e         |
| 2020-2021 | Jaguar Racing           | Mitch Evans Sam Bird                  | 15               | 2         | 8       | 177    | 2e         |
| 2021-2022 | Jaguar TCS Racing       | Mitch Evans Sam Bird Norman Nato      | 16               | 4         | 7       | 231    | 4e         |
| 2022-2023 | Jaguar TCS Racing       | Mitch Evans Sam Bird                  | 16               | 4         | 11      | 292    | 2e         |
| 2023-2024 | Jaguar TCS Racing       | Mitch Evans Nick Cassidy              | 16               | 4         | 14      | 368    | Champion   |
| 2024-2025 | Jaguar TCS Racing       | Mitch Evans Nick Cassidy              | 0                | 0         | 0       | 0      | e          |